# Христофорівка (Криворізький район)
Христофо́рівка — селище Криворізького району Дніпропетровської області.
Орган місцевого самоврядування — Христофорівська селищна рада. Населення — 1 556 мешканців. Висота над рівнем моря — від 60 до 90 метрів.

## Географічне розташування
Селище міського типу Христофорівка розміщене у західній частині області на березі річки Боковенька (в основному на лівому березі), вище за течією на відстані 3 км розташоване село Павлівка, нижче за течією на відстані 2,5 км розташоване село Кудашівка. Вище за течією на річці споруджено Христофорівське водосховище.

## Історія
Село Христофорівка засноване у 30-х роках XIX століття. За переказами, поселення на цьому місці існувало і раніше. Назву воно отримало від імені власника — пана Христофора. Під час епідемії чуми 1770 року всі жителі села вимерли. Через 60 років новий власник цих земель переселив сюди 10 сімей кріпаків, так село було відновлене.
У власника Браницького  у маєтку Христофорівка на 1860 рік налічувалось 182 кріпосних душ чоловічої  статі і, відповідно, 75 дворів. 4)
Входило до складу Олександрійського повіту Херсонської губернії.
Після встановлення радянської влади у Христофорівці 1929 року було організовано колгосп «Широке поле».
У 1936 році почалися роботи з розробки родовищ бурого вугілля поблизу Христофорівки — будівництво верхнього комплексу споруд, греблі на річці Боковенька, насосної станції, електропідстанції, під'їздних колій та інших об'єктів для розробки покладів вугілля відкритим способом.
Чисельність населення села зростала за рахунок робітників-будівельників.
Роботи були припинені після початку німецько-радянської війни та окупації Христофорівки німецькими військами у серпні 1941 року. Після звільнення села 1944 року роботи продовжились.
1947 року введено в експлуатацію шахту № 1 по видобутку бурого вугілля, а 1957 року — шахту № 2.
12 квітня 1958 року рішення виконкому Дніпропетровської обласної ради Христофорівку віднесено до категорії селищ міського типу. Кількість населення на той час становила 2,5 тисячі жителів.
Через вичерпання ресурсів шахта № 1 була закрита 1958 року. Шахта № 2, за розрахунками мала працювати 17 років, проте 1964 року вона також була закрита. З метою зайнятості звільнених із шахт робітників на місці шахти № 2 почалося будівництво заводу з виробництва вогнетривких блоків і бетонних виробів. 1969 року цей завод було введено в експлуатацію.

## Населення

### Мова
Розподіл населення за рідною мовою за даними перепису 2001 року:
| Мова            | Кількість | Відсоток |
| --------------- | --------- | -------- |
| українська      | 1458      | 93.70%   |
| російська       | 94        | 6.05%    |
| білоруська      | 1         | 0.06%    |
| румунська       | 1         | 0.06%    |
| інші/не вказали | 2         | 0.13%    |
| Усього          | 1556      | 100%     |

## Сучасність

### Підприємства
- ВАТ "Павлівські мінерали" колиш. ВАТ "Христофорівський завод вогнетривких блоків та бетонів". Випускає різні види вогнетривкої продукції — єдиний  в Україні завод вогнетривких блоків та бетонів (побудований в 1969 році).
- Працює декілька селянських фермерських господарств, комерційних і торгових підприємств.

## Транспорт
- Найближча залізнична станція  Гейківка на лінії Кривий Ріг - Долинська.
- Маршрутний рейс <403> Кривий Ріг - Христофорівка.
- Маршрутний рейс <414> Кривий Ріг - Христофорівка (через Лозуватку).

## Заклади соціальної сфери
- 1 школа. Середня загальноосвітня школа I - III ступенів
- 2 дошкільний навчальний заклад
- амбулаторія
- Христофорівкський обласний протитуберкульозний санаторій для дорослих
- Будинок культури
- бібліотека
- 23 державна пожежно-рятувальна частина

## Пам'ятки
- Братська могила радянських воїнів.

## Дивись також
- Христофорівське родовище бурого вугілля